# London Interbank Offered Rate
London Interbank Offered Rate (LIBOR) was de gemiddelde referentierentevoet waartegen een selectie van banken op de Londense geldmarkt elkaar leningen verstrekt voor een bepaalde termijn. De looptijd van deze interbancaire leningen ligt tussen een dag en twaalf maanden en wordt voor tien verschillende valuta’s gegeven. Op de financiële markten werd de LIBOR gebruikt als basisrente bij onder meer futures, opties en swaps, terwijl banken deze gebruiken bij het bepalen van de rentes op leningen, spaarrekeningen en hypotheken. Na het schandaal is de LIBOR per 1 juli 2023 afgeschaft

## Gebruik
De LIBOR was de belangrijkste benchmark in de wereld voor korte-termijnrentes. Veel banken gebruikten het LIBOR-tarief als basis voor het vaststellen van de rente op consumenten- en bedrijfsleningen. Er waren voor honderden biljoenen dollars aan effecten en leningen gekoppeld aan LIBOR, waaronder staats- en bedrijfsschulden, auto- en studieleningen en woninghypotheken, waaronder meer dan de helft van de hypotheken met flexibele rente in de Verenigde Staten. Wanneer de LIBOR steeg, stegen de rentes op leningen ook, en daalden ze wanneer de LIBOR daalde.

## Berekening
Aangezien niet alle banken elke dag voldoende grote sommen geld in alle valuta’s verhandelden, waren de verschillende LIBOR-tarieven niet gebaseerd op werkelijke transacties, maar op een gemiddelde van de panelbanken. De deelnemende banken gaven iedere werkdag rond 11 uur Britse tijd aan Thomson Reuters per looptijd de laatkoers die zij verwachtten. Hiervan werden het eerste en vierde kwartiel, de laagste en hoogste 25%, afgehaald. Van de resterende 50% werd het gemiddelde berekend en als LIBOR-rente gepubliceerd.

## Valuta
In 1986 werden voor drie valuta’s tarieven vastgesteld. Dit waren de Amerikaanse dollar, het Britse pond sterling en de Japanse yen. In de jaren daarna werden dit er zestien. Nadat een aantal van deze valuta's in 2000 opgingen in de euro bleven er tien over:
| - Australische dollar (AUD) - Canadese dollar (CAD) - Zwitserse frank (CHF) - Deense kroon (DKK) - Euro (EUR) | - Britse pond sterling (GBP) - Japanse yen (JPY) - Nieuw-Zeelandse dollar (NZD) - Zweedse kroon (SEK) - Amerikaanse dollar (USD) |

## Looptijden
Tot 1998 was de kortste looptijd 1 maand, waarna het tarief voor een week werd toegevoegd. In 2001 werden ook tarieven voor een dag en twee weken geïntroduceerd:
| - 1 nacht - 1 week - 2 weken - 1 maand | - 2 maanden - 3 maanden - 6 maanden - 12 maanden |

## LIBORschandaal
Na het uitbreken van de wereldwijde kredietcrisis van 2007-2008 manipuleerde de Britse bank Barclays de LIBOR-rente omlaag. Er was veel onzekerheid en Barclays wilde een gedegen indruk op de markt maken en deed alsof de bank nog altijd goed kredietwaardig was en meldde dat het geld kon lenen tegen relatief lage rentes. In 2012 gaf Barclays, als onderdeel van een schikking met de Amerikaanse en Britse autoriteiten, toe dat het de LIBOR-rentes had gemanipuleerd.
Toen in 2008 naar buiten kwam dat ook andere banken deze rente opzettelijk soms te hoog of te laag opgaven, was het LIBORschandaal geboren. Naast Barclays werden vijftien andere grote banken en financiële instellingen werden door financiële toezichthouders aan een onderzoek onderworpen. De banken zouden vanaf 2003, en een enkeling al eerder, het tarief hebben gemanipuleerd. Omdat de LIBOR ook in de Verenigde Staten werd gebruikt om de prijs van derivaten te berekenen, kwam de Commodity Futures Trading Commission (CFTC), de Amerikaanse toezichthouder, ook in actie.
In juni 2012 was Barclays de eerste bank die een boete betaalde van US$ 453 miljoen. Het werd betaald aan Britse en Amerikaanse toezichthouders voor manipulatie van de LIBOR-tarieven tussen 2005 en 2008. In december 2012 kreeg UBS een boete van US$ 1,5 miljard. Begin 2013 volgde een boete voor Royal Bank of Scotland van US$ 612 miljoen. Lloyds bank schikte in juli 2014 voor US$ 370 miljoen.
De Nederlandse Rabobank betaalde een boete van € 774 miljoen. Rabo-topman Piet Moerland besloot op 29 oktober 2013 dientengevolge vervroegd op te stappen. Fiscaal gezien had de bank het recht om deze boete af te trekken van de winst, zodat het over dit lagere bedrag vennootschapsbelasting had kunnen betalen, maar de bank zag hiervan af.
De Europese Unie heeft in totaal € 0,5 miljard aan boetes uitgedeeld wegens manipulaties voor de Japanse yen. In april 2014 schikte Deutsche Bank met Britse en Amerikaanse autoriteiten voor € 2,3 miljard en was hiermee het zwaarste financieel gestraft. 
Onder de individuele bankmedewerkers die vervolgd worden, is Takayuki Y., een oud Rabobankmedewerker. Hij bekende schuld aan de Amerikaanse rechter. De ex-Rabobankmedewerker Paul Robson bekende als tweede in augustus 2014 schuld bij een rechtbank in New York. In maart 2016 werden in New York nog twee voormalige Rabo-medewerkers, Antony Allen en Anthony Conti, tot respectievelijk 2 en 1 jaar cel veroordeeld, maar in juli 2017 werd deze straf vernietigd in hoger beroep.
Op 3 augustus 2015 veroordeelde een Londense rechtbank Tom Hayes tot elf jaar cel wegens manipulatie van de LIBOR-rente. Tom Hayes werd in juli 2025 vrijgesproken, maar niet helemaal vrijgepleit.  Hayes was in hoger beroep gegaan en in de uitspraak stond dat de rechter de jury had misleid op een manier die "de eerlijkheid van het proces ondermijnde". Het bewijs tegen Hayes was overigens sterk genoeg om tot een veroordeling te komen.
De (anonieme) klokkenluider die de cruciale tip leverde, kreeg in oktober 2021 vooruitzicht op een recordbeloning van US$ 200 miljoen, een deel van de boetepot die ruim US$ 3 miljard groot was.

## ICE
Tot 1 februari 2014 stelde de British Bankers' Association (BBA) met de Foreign Exchange and Money Markets Committee (FX&MMC) jaarlijks een panel van minstens acht en maximaal zestien banken per valuta samen. De banken werden geselecteerd op marktvolume, reputatie en kennis van de valuta.
Na 1 februari 2014 werd Intercontinental Exchange (ICE) verantwoordelijk. De systematiek werd overigens door ICE niet in essentie gewijzigd. Het bleek in 2017 nog steeds noodzakelijk dat ook de inmiddels bestrafte banken bleven meewerken. De Federal Reserve vreesde zelf op 6 augustus 2021 dat een rechtelijke uitspraak, die LIBOR abrupt verbood, tot grote chaos zou kunnen leiden.

## Opvolger LIBOR
Per 1 juli 2023 is de LIBOR afgeschaft en vervangen door betrouwbaardere financiële mechanismen, bijvoorbeeld door SONIA voor Britse ponden, TONAR voor de Japanse yen, en SARON voor de Zwitserse frank.